# Ben-Hur (Parc Astérix)
Ben-Hur was een voormalige attractie van het type botsauto's in het attractiepark Parc Astérix in Plailly.

## Geschiedenis
De botsauto's was een van de eerste attracties in het park bij de opening in 1989 en was geschikt voor de oudere kinderen en volwassenen. De attractie was in gebruik tot 1995 en stond in Le Camp Romain, een deel van L'Empire Romain. De attractie stond naast Les Petits Ben-Hur, de botsauto's die geschikt waren voor kinderen. Vanaf 1998 vindt men op de plaats van de botsauto's de ingang voor de rondrit Les Espions de César.

## Naamgeving
De naam van de attractie is terug te herleiden naar de roman Ben-Hur uit 1880 die zich afspeelt in de Gallo-Romeinse periode. In 1959 werd Ben-Hur succesvol verfilmd en datzelfde jaar werden de eerste tekeningen van Asterix de Galliër uitgebracht in het tijdschrift Pilote. In het tweede album, Het gouden snoeimes, werd er al op pagina 11 ook naar Ben-Hur verwezen wanneer twee wagenrenners elkaar willen passeren en met elkaar ruziën. De film Ben-Hur diende ook als een inspiratiebron voor het vierde deel van de strip, Asterix als Gladiator, die uitkwam in 1964. In deze strip komen strijdwagens voor waar de wagenrenners door de Romeinse arena rijden die doen denken aan de strijdwagens uit de film. De botsauto's zijn wat dat betreft het pretparkequivalent van de strijdwagens en de naam van de attractie was een hommage voor de inspiratie bij de start van de stripreeks.
Afbeeldingen · Lijst van attracties